# Exponenciális eloszlás
Az X valószínűségi változó λ paraméterű exponenciális eloszlást követ – vagy rövidebben exponenciális eloszlású – pontosan akkor, ha sűrűségfüggvénye
{\displaystyle f(x)=\left\{{\begin{matrix}\lambda e^{-\lambda x}&,\;x\geq 0,\\0&,\;x<0.\end{matrix}}\right.}
ahol λ > 0.

## Az exponenciális eloszlást jellemző függvények
Eloszlásfüggvénye
{\displaystyle F(x)=\left\{{\begin{matrix}1-e^{-\lambda x}&,\;x\geq 0,\\0&,\;x<0.\end{matrix}}\right.}
Karakterisztikus függvénye
{\displaystyle \varphi (t)=\left(1-{\frac {it}{\lambda }}\right)^{-1}}

## Az exponenciális eloszlást jellemző számok
Várható értéke
{\displaystyle \mathbf {E} (X)={\frac {1}{\lambda }}}
Szórása
{\displaystyle \mathbf {D} (X)={\frac {1}{\lambda }}}
Momentumai
{\displaystyle \mathbf {E} (X^{k})={\frac {k!}{\lambda ^{k}}}}
Ferdesége
{\displaystyle \beta _{1}(X)=2\,}
Lapultsága
{\displaystyle \beta _{2}(X)=6\,}

## Exponenciális eloszlású valószínűségi változók néhány fontosabb tulajdonsága
- Exponenciális eloszlású független valószínűségi változók összege Γ-eloszlású. Pontosabban ha X1, X2, … Xn független, λ paraméterű exponenciális eloszlású valószínűségi változók, akkor X1 + X2 + … + Xn n rendű, λ paraméterű Γ-eloszlású valószínűségi változó.
- Az exponenciális eloszlás rendelkezik az örökifjú tulajdonsággal, vagyis tetszőleges {\displaystyle x} és {\displaystyle \Delta x>0} esetén teljesül, hogy:

{\displaystyle P\left(X\geq x+\Delta x\ |\ X\geq x\right)=P\left(X\geq \Delta x\right)}

## Megjegyzés
Van, hogy exponenciális eloszlás alatt a valószínűségi eloszlások egy szélesebb csoportját értik. Ilyenkor bármilyen a ∈ R értékre X + a -t is exponenciális eloszlásúnak definiálják, ahol X egy, a fenti értelemben vett exponenciális eloszlású valószínűségi változó. (Lényegében a valós számmal való eltolásra nézve zárttá teszik az exponenciális eloszlások halmazát.)